# Thursday (Jess Glynne)
Thursday è un singolo della cantante britannica Jess Glynne, pubblicato l'11 ottobre 2018 come terzo estratto dal secondo album in studio Always in Between. In Italia il singolo è stato pubblicato il 4 gennaio 2019.

## Descrizione
Il brano è stato scritto dalla cantautrice insieme a Steve Mac e Ed Sheeran, con cui aveva collaborato precedentemente nel brano Take Me Home.  In un'intervista con Billboard, Glynne ha parlato del loro processo di scrittura. "Abbiamo parlato degli alti e bassi dell'essere famosi e del lavoro che facciamo. È stato davvero bello perché per me, come artista, non mi sono mai confrontata con così tanti artisti, e non sai come la vivono i tuoi colleghi o se solo tu provi alcune emozioni o stati d'animo".

## Accoglienza
Recensendo Always in Between per Rolling Stone, Maura Johnston ha scritto che il brano "sboccia delicatamente da ballata acustica ad inno pop stellare", elogiando le capacità vocali ed espressive della cantante, affermando che "la voce di Glynne cresce in sicurezza mentre le autoaffermazioni si accumulano dando una scossa anche all'ascoltatore più duro di cuore".
La scrittrice del The Arts Desk Katie Colombus ha descritto il brano come "una canzone più lenta con un testo più sentito", che parla del "desiderio di sentirsi belli piuttosto che insicuri".

## Esibizioni dal vivo
Ai BRIT Awards 2019 Jess Glynne ha cantato il brano insieme alla cantautrice R&B statunitense H.E.R. Per enfatizzare il testo della canzone Jess Glynne e alcune donne presenti sul palco si struccano, per mostrarsi felici di essere se stesse, senza make-up. Successivamente è stata rilasciata una versione del brano in cui compare la collaborazione di H.E.R..
The Independent scrive al riguardo della performance: "[...] la rimozione del trucco è una netta dichiarazione sull'importanza di combattere gli standard di bellezza irrealistici e di abbracciare l'amore per se stessi; i fan hanno apprezzato la loro performance di critica delle regole della perfezione a cui la società spesso ciecamente aderisce." Daily Mail afferma che la cantante è stata "un'ispirazione" per le giovani generazioni.

## Tracce
Testi e musiche di Jess Glynne, Ed Sheeran e Steve Mac.
1. Thursday – 3:34
2. Thursday (Feat. H.E.R.) – 3:34 (edizioni musicali Remix)

## Video musicale
Il videoclip è stato pubblicato il 15 novembre 2018 sul canale YouTube della cantante.

## Classifiche
| Classifica (2018) | Posizione massima |
| ----------------- | ----------------- |
| Croazia           | 32                |
| Irlanda           | 9                 |
| Nuova Zelanda     | 22                |
| Regno Unito       | 3                 |